# Liste des ambassadeurs de Croatie en Estonie
L’ambassadeur de Croatie en Estonie est le représentant légal le plus important de Croatie auprès du gouvernement estonien. Il n'est pas résident, l'ambassade étant situé à Helsinki depuis 1999 et, auparavant (1994-1999) à Stockholm.

## Ambassadeurs successifs
| Début            | Fin      | Ambassadeur        | Résidence | Observations |
| ---------------- | -------- | ------------------ | --------- | ------------ |
| 1994             | 1996     | Damir Perincić     | Stockholm | -            |
| 1997             | 1998     | Mladen Ibler       | Stockholm | -            |
| 1999             | 2002     | Zeljko Bošnjak     | Helsinki  | -            |
| 2003             | 2006     | Marin Andrijašević | Helsinki  | -            |
| 2007             | 2012     | Damir Kušen        | Helsinki  | -            |
| 12 décembre 2012 | en cours | Krešimir Kopčić    | Helsinki  | -            |

## Sources